# Микільська волость (Старобільський повіт)
Микільська волость — історична адміністративно-територіальна одиниця Старобільського повіту Харківської губернії із центром у слободі Микільська.
На 1862 рік до складу волості входили:
- слобода Микільська;
- слобода Шелестівка;
- хутір Нехаїв.

Станом на 1885 рік складалася з 6 поселень, 3 сільських громад. Населення — 6436 осіб (3193 чоловічої статі та 3243 — жіночої), 934 дворових господарства.
|                     | Площа, десятин | У тому числі орної, дес. |
| ------------------- | -------------- | ------------------------ |
| Сільських громад    | 18151          | 15222                    |
| Приватної власності | —              | —                        |
| Іншої власності     | 249            | 149                      |
| Загалом             | 18400          | 15371                    |

Основні поселення волості станом на 1885:
- Микільська — колишня державна слобода при річці Комишна за 80 верст від повітового міста, 3986 осіб, 568 дворових господарств, православна церква, школа, 2 лавки, базари. За 7 верст — залізнична станція Лиман.
- Нехаїв — колишній державний хутір, 591 особа, 89 дворових господарств.
- Шелестівка — колишня державна слобода при річці Комишна, 1789 осіб, 267 дворових господарств, православна церква, школа.

Найбільші поселення волості станом на 1914 рік:
- слобода Микільська — 6419 мешканців.
- слобода Шелестівка — 2620 мешканців.

Старшиною волості був Рубан Опанас Микитович, волосним писарем — Скляров Роман Іванович, головою волосного суду — Хрипченко Василь Парфенович.